# Försvarsmaktens militärpolisenhet
Försvarsmaktens militärpolisenhet (FM MPE) är ett försvarsmaktsgemensamt kompetenscentrum inom Försvarsmakten som verkat sedan 2010. Centrumet är en del av Livgardet och förlagt i Kungsängens garnison, Kungsängen.

## Historik
Försvarsmaktens militärpolisenhet bildades våren 2010 med bakgrund till att Livgardets grundutbildningsbataljoner avvecklades och pliktutbildning blev vilande. År 2021 tillfördes Försvarsmaktens militärpolisenhet samt garnisonsmilitärpoliserna ett nytt bruksfordon i form av en specialanpassad Volvo V90 cross country. Fordonen är svartvita för att inte förväxlas med Polismyndigheten och har inom Försvarsmakten fått smeknamnet ”de svartvita flugsnapparna”.

## Verksamhet
Försvarsmaktens militärpolisenhet är en högkvartersenhet som utgör kontaktytan mellan militärpolisen, Högkvarteret och centrala militärpolisfunktioner i andra länder. Vidare ansvarar Försvarsmaktens militärpolisenhet för utveckling, utbildning och funktionsledning av militärpolisen samt bistår ledning av operativ militärpolisverksamhet.

## Förläggningar och övningsplatser
Försvarsmaktens militärpolisenhet är från 2010 lokaliserad till Kungsängens garnison utanför Kungsängen.

## Heraldik och traditioner
Vid bildandet av Försvarsmaktens militärpolisenhet antogs 2011 ett heraldiskt vapen som i med sina korslagda fasces återspeglar svenska polisens heraldiska vapen. Vapnets blasonering lyder: "I blått fält korslagda fasces av guld. Skölden krönt med kunglig krona och lagd över ett stolpvis ställt svärd av guld."

## Förbandschefer
Förbandschefen tituleras militärpolischef och har tjänstegraden överstelöjtnant eller motsvarande.

- 2010 – 2019: Överstelöjtnant Håkan Adén
- 2019 –         : Överstelöjtnant Rikard Bengtsson

## Namn, beteckning och förläggningsort
| Försvarsmaktens militärpolisenhet | 2010-??-?? | – |  |

| FM MPE | 2010-??-?? | – |  |

| Kungsängens garnison (F) | 2010-??-?? | – |  |